# Реттенбах (Гюнцбург)
Реттенбах (нем. Rettenbach) — община в Германии, в земле Бавария.
Подчиняется административному округу Швабия. Входит в состав района Гюнцбург. Население составляет 1590 человек (на 31 декабря 2010 года). Занимает площадь 12,75 км².